# José Enrique Varela
José Enrique Varela Iglesias (San Fernando, 17 de abril de 1891-Tánger, Zona Internacional de Tánger; 24 de marzo de 1951) fue un militar español, conocido por su papel durante la Guerra Civil y la dictadura franquista.
Veterano de las campañas de África, llegaría a ser condecorado dos veces con la Cruz Laureada de San Fernando, uno de los pocos militares españoles en tener tal distinción. Implicado en las conspiraciones contra la Segunda República, tras el estallido de la Guerra Civil se unió a las fuerzas sublevadas y llegaría a mandar varias unidades militares, jugando así un papel relevante durante la contienda. 
Tras la instauración de la Dictadura franquista, Varela, que alcanzó el generalato, fue nombrado ministro del Ejército. Mantuvo este puesto hasta la llamada crisis de agosto de 1942, que supuso su salida del gobierno, si bien posteriormente Franco le nombraría alto comisario de España en Marruecos, cargo que desempeñaría hasta su fallecimiento en 1951. Se le otorgaría de manera póstuma el título nobiliario de marqués de Varela de San Fernando, título que fue suprimido tras la aprobación de la Ley de Memoria Democrática.

## Biografía

### Inicios y carrera militar
José Enrique Varela Iglesias nació en la ciudad gaditana de San Fernando el 17 de abril de 1891. Su padre, Juan Varela Pérez, era sargento jefe de la banda del 1.º Regimiento de Infantería de Marina.
A los 18 años ingresa como corneta en el mismo regimiento de su padre y en 1912, ya con el grado de sargento, logra el ingreso en la Academia de Infantería, obteniendo en 1915 el despacho de alférez de manos del rey Alfonso XIII.
A su salida de la Academia es destinado a las fuerzas regulares de Melilla con el empleo de teniente; allí obtiene por dos veces la más alta condecoración  militar española, la Cruz Laureada de San Fernando. La primera en los combates de cueva de Muires y Ruman (Larache), el 20 de septiembre de 1920. La segunda en combate en la meseta de Abdama (cabila Beni Aros)  12 de mayo de 1921. Si la concesión de la laureada es  excepcional, puesto que se reserva al valor muy distinguido, la concesión de dos de ellas es una rareza hasta el punto de que solo hay constancia de otros cinco militares "bilaureados": el mariscal de campo, José Rentero Soriano, los generales Sanjurjo y Miguel Primo de Rivera y Orbaneja, el capitán Miguel Rodríguez Bescansa y el capitán Pablo Arredondo Acuña, si bien estos dos últimos recibieron la segunda laureada a título póstumo. En 1922 es nombrado Gentilhombre de cámara con ejercicio del rey Alfonso XIII. Asciende a capitán por méritos de guerra y participa en diversas campañas bélicas, entre las que destaca el desembarco de Alhucemas (1925), que modifica el curso de la guerra colonial e inicia el rápido proceso que llevará a su conclusión.
En febrero de 1926 es ascendido a teniente coronel por méritos de guerra, es destinado a Ceuta y recibe la Medalla Militar Individual. En abril de 1929, tras el final de la guerra, es ascendido a coronel por hechos de guerra y operaciones de campaña, junto a Fernando Capaz Montes y al comandante Miguel López Bravo.

### Segunda República
Tras la proclamación de la República siguió en el ejército. En agosto de 1932 tomó parte en la «Sanjurjada», el golpe de Estado dirigido por el general José Sanjurjo. Varela era el jefe designado para la sublevación en Cádiz. La rebelión en la capital gaditana, sin embargo, fue un fracaso y Varela sería detenido. Encarcelado por las autoridades republicanas, compartió presidio con los carlistas Manuel Delgado y Luis Redondo —también implicados en la «Sanjurjada»—. Trasladado posteriormente a la prisión de Guadalajara junto a Luis Redondo, también mantuvo contacto con carlistas como Manuel Fal Conde y leyó libros de ideólogos carlistas; como consecuencia de todo ello, se habría acabado adhiriendo al carlismo. Tras el golpe fallido y su consiguiente arresto, Varela acusó a la República de haberse rendido a los comunistas, mezclando en su discurso el sacrificio religioso y militar (una retórica que hará fortuna años después durante la sublevación de 1936), llegando a comparar el encarcelamiento de Sanjurjo con la persecución a Jesucristo.
Tras su salida de prisión, aunque se resistió a encabezar un alzamiento carlista —como le propusieron algunos jefes tradicionalistas—, sí aceptó supervisar la instrucción de las milicias requetés, llegando a realizar varios viajes clandestinos a Navarra bajo el alias de «don Pepe». Para la primavera de 1936 el requeté contaba con una fuerza de 30 000 voluntarios. En paralelo a estas actividades, Varela continuó su carrera en el ejército. El 31 de octubre de 1935, siendo José María Gil-Robles ministro de la Guerra y el general Franco jefe del Estado Mayor Central, fue ascendido al rango de general de brigada.
Varela, que mantenía contacto con la Unión Militar Española (UME) y acabaría convirtiéndose en figura clave de esta organización antirrepublicana, participó en varias conspiraciones contra la República. En enero de 1936 asistió a una reunión en la vivienda del general Emilio Barrera en la que se acordaría dar un golpe de Estado en fechas cercanas a las Elecciones generales de febrero. Unas semanas después, el 8 de marzo, asistió a otra reunión junto a varios generales en la que se decidió poner en marcha un golpe de Estado contra el gobierno del Frente Popular; durante la misma, Varela se mostró especialmente «vehemente» y partidario de «un golpe de audacia y de valor». Estaba previsto que dicho golpe tuviera lugar el 20 de abril, quedando Varela encargado de tomar el Ministerio de la Guerra en Madrid. A última hora, sin embargo, la acción quedó abortada. El gobierno republicano estaba al corriente de estos planes, por lo que Varela fue desterrado a Cádiz.

### Guerra civil española
El 17 de julio, cuando se produjo el alzamiento de la guarnición militar de Melilla, el gobierno dio órdenes para que el general Varela quedase bajo custodia en el castillo de Santa Catalina. Sin embargo, cuando los militares conspiradores pusieron en marcha la sublevación en Cádiz, Varela fue puesto en libertad. Así pues, al comienzo de la sublevación (el 18 de julio de 1936), Varela junto a José López Pinto y con la ayuda de refuerzos procedentes de Marruecos ocupan la capital gaditana, después de una huelga general que parecía haber ganado la ciudad para los obreros. La represión en la provincia de Cádiz por parte del bando sublevado, mandado en la zona por el general Varela, se cobró miles de víctimas, llegando a afirmar en agosto de 1936 el propio Varela que «en Cádiz no dejaremos un republicano ni nadie que huela a izquierda con vida».

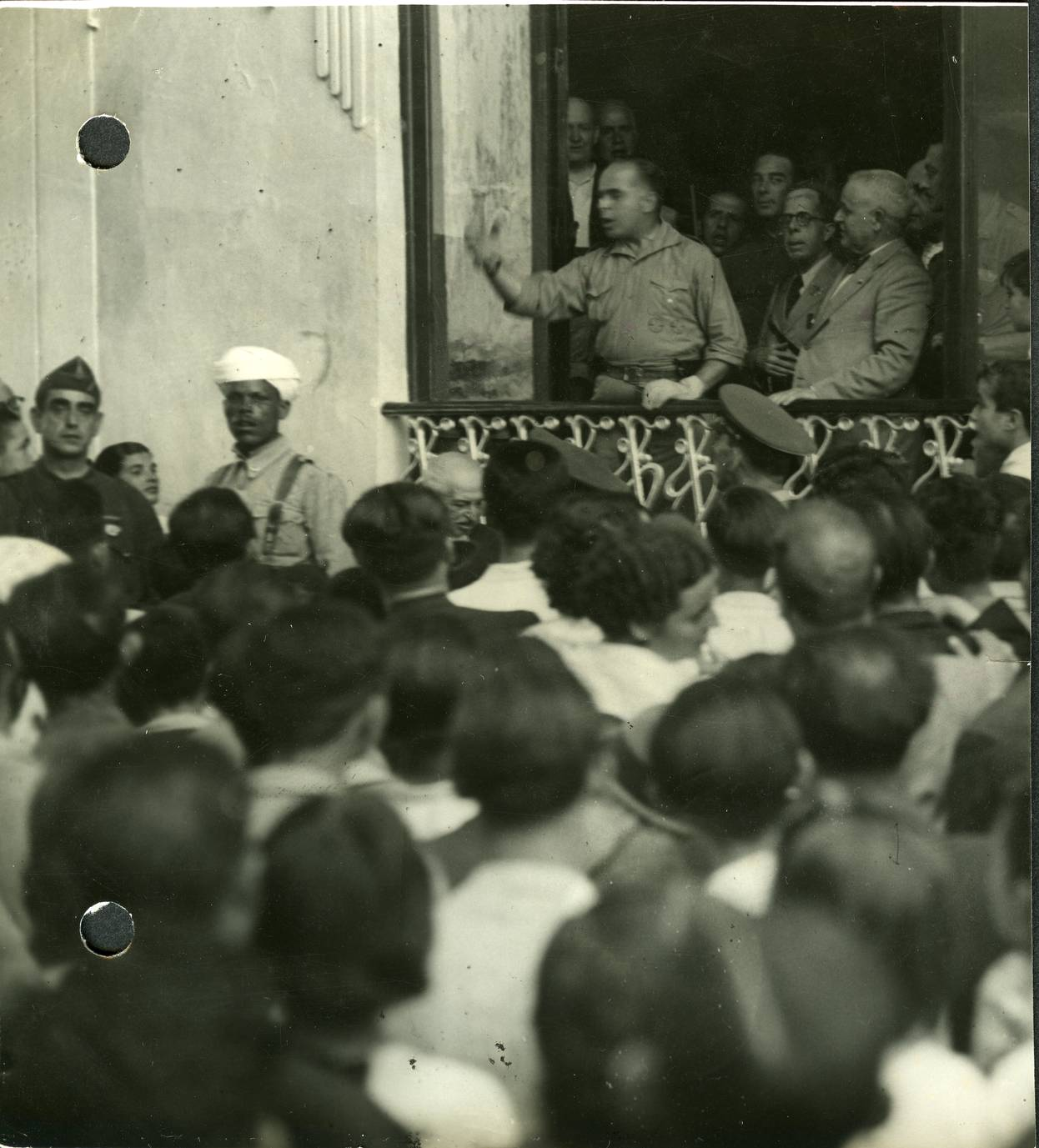
Fotografiado arengando a militares y a civiles en septiembre de 1936 en Sevilla.

Tras reunir suficientes efectivos africanos, a comienzos de agosto Varela lanzó una ofensiva con la intención de establecer comunicaciones entre Sevilla, Cádiz, Córdoba y Granada. Al frente de un tabor de marroquíes, compuesto por unos 400 efectivos, Varela logró cruzar Andalucía y se dirigió hasta Granada. Antequera cayó el 12 de agosto, seguida por las poblaciones de Loja y Archidona. Finalmente, la amenaza que se cernía sobre la capital granadina terminó cuando a mediados de mes las fuerzas de Varela lograron unir la ciudad con el resto de la zona sublevada. Aquello supuso el aislamiento geográfico de la provincia de Málaga. No obstante, sus fuerzas no se dirigieron hacia la capital malagueña y, en cambio, marcharon a Córdoba para reforzar a la guarnición local. Esto supuso que Varela asumiera el control de las columnas sublevadas que operaban en la provincia cordobesa.
A su llegada a Córdoba las fuerzas sublevadas lograron detener una ofensiva republicana que pretendía conquistar la ciudad, infligiendo una severa derrota. Las operaciones de la columna «Varela» se extendieron durante los meses de agosto y septiembre, participando sus tropas también en labores represión en la retaguardia. A comienzos de septiembre sus fuerzas regresaron al sur, al sector malagueño; la histórica localidad de Ronda cayó el 16 de septiembre, provocando una huida masiva de civiles hacia Málaga.
El 24 de septiembre de 1936, sustituye a Yagüe al mando de las tropas que, tras haber avanzado por Extremadura y el valle del Tajo, se disponen a liberar el Alcázar de Toledo (en el que resistía después de setenta días de asedio, cercado por milicianos de la República, el coronel José Moscardó). Antes de acabar 1936 intervino en las batallas que se desarrollaron en Madrid y en sus alrededores (Ciudad Universitaria). El fracaso en la toma de Madrid significó el alargamiento de la guerra, por lo que Varela fue nombrado para desempeñar otros mandos. El 10 de marzo de 1937 fue nombrado comandante de la división «Ávila». Varela llegó a tomar parte en numerosas batallas posteriores (Jarama, Brunete), así como en las de Teruel, Aragón y Levante. Finaliza la guerra civil como general de división y es nombrado ministro del Ejército en el primer gobierno de la dictadura del general Francisco Franco.

### La dictadura franquista
En 1940 fue nombrado caballero gran cruz de la Orden de San Lázaro de Jerusalén.
Desde 1940 fue sobornado junto a otros generales franquistas por Gran Bretaña para influir sobre  el Caudillo y evitar que España entrara en la Segunda Guerra Mundial. Churchill autorizó un total de 20 millones de dólares de la época (equivalentes a unos 331 millones de hoy en día) para sobornos que se fueron concediendo por periodos de seis meses hasta finales de 1942, pues a partir de entonces el régimen franquista ya había girado hacia los Aliados. De este montante el general Varela, ministro del Ejército, cobró 2 millones de dólares de la época.
Desde agosto de 1939 hasta 1942 fue Ministro del Ejército. Creó la Escuela Politécnica del Ejército para Ingenieros de Armamento y Construcción, el Regimiento de la Guardia del Jefe del Estado, el Museo Histórico Militar, la Milicia Universitaria y las Juntas de Acuartelamiento. Al tiempo, restableció la Academia General Militar y fundó la Academia de Transformación de Oficiales Provisionales.
El 16 de agosto de 1942, en una ceremonia religiosa organizada por los carlistas delante de la basílica de Begoña en Bilbao y que estaba presidida por Varela, un grupo de falangistas provocó un incidente sangriento cuando uno de ellos arrojó dos bombas a la muchedumbre. La primera no explotó, pero la otra hirió a casi un centenar de asistentes. La autoría fue adjudicada a Juan José Domínguez Muñoz del Sindicato Español Universitario (SEU). El hecho se calificó como intento de asesinato al Ministro del Ejército y puso de manifiesto la separación entre este y la Falange.[cita requerida]
En la agenda de Domínguez se encontraron los nombres de diplomáticos alemanes en España, y a raíz de su muerte, Hitler le condecoró con la Cruz del Águila alemana, lo que dio pie a la posible implicación de este país en el asunto. A raíz de este suceso, Varela escribió una carta de dimisión al general Franco en la que se quejaba del tono falangista de sus últimos discursos, añadiendo que solo continuaría en su cargo si se cumplían una serie de condiciones, que eran el castigo de los responsables e instigadores y la formación de un gobierno "de autoridad para rectificar los errores del pasado"; esto parecía significar un gabinete en el que dominaran los monárquicos. Domínguez es fusilado, y el 2 de septiembre, Franco después de intentar retenerlo acepta su dimisión y destituye a Galarza, Ministro de Gobernación. Como medida compensatoria también destituye el 3 de septiembre a su cuñado, Ramón Serrano Suñer, como Ministro de Asuntos Exteriores.
A raíz de la rendición de Italia, Varela junto con otros generales de la guerra civil, como Kindelán, Orgaz, Solchaga y Saliquet, firmaron una carta a Franco que fue entregada a este por el propio Varela en la que se decía que había llegado el momento de dotar a España de un régimen estatal bajo la forma monárquica.
En marzo de 1945 fue nombrado alto comisario de España en Marruecos.
Según Paul Preston, "Varela era un reaccionario duro, relacionado con los carlistas, pero al haber recibido dos veces la Gran Cruz Laureada de San Fernando, la más importante condecoración militar española, por mostrar valor ante el enemigo, gozaba de enorme autoridad dentro de las Fuerzas Armadas. Sin embargo, aun cuando Varela fue ministro del Ejército, el general Franco se aseguró de que estuviese vigilado, nombrando a tal efecto para el puesto de subsecretario del Ministerio del Ejército a su íntimo confidente Camilo Alonso Vega".

### Vida privada
En 1941 contrajo matrimonio con Casilda Ampuero Gandarias, con la que tuvo dos hijos: José Enrique, II marqués de Varela de San Fernando, y Casilda, que se casó con el guitarrista Paco de Lucía.

## Hechos póstumos
Tras su muerte se le otorgó de manera póstuma el título de capitán general del Ejército, así como el de marqués de Varela de San Fernando.
Fue uno de los treinta y cinco altos cargos del franquismo imputados post mortem en un sumario instruido por el juez Baltasar Garzón, por supuestos delitos de detención ilegal y crímenes contra la humanidad cometidos durante la guerra civil española y durante el primer franquismo. Según Garzón, no pudo ser procesado al comprobarse su fallecimiento, acaecido 57 años antes de la imputación. Esta controvertida causa motivó que el mismo Garzón fuese imputado por prevaricación y el Tribunal Supremo dictaminó que Garzón había errado al instruir la causa.
Una estatua ecuestre del general Varela en San Fernando (Cádiz), que databa de 1948, fue retirada a las 7:00 de la mañana del 1 de febrero de 2022. La retirada se decidió en 2016, " justificándose la decisión con el efectivo cumplimiento de la Ley 52/2007 (conocida popularmente como Ley de Memoria Histórica)".

## Distinciones honoríficas
- Hijo Predilecto de la provincia de Cádiz (1951)[40]